# 狼头山遗址
狼头山遗址，位于中国吉林省吉林市丰满区二道水库，为一个省级文物保护单位，类型为古遗址，公布时间为1987年10月20日。该文物保护单位由吉林市文物管理处管理。
狼头山遗址的历史年代为青铜时代。